# Зажинкові пісні
Зажинкові (зажнивні) пісні — це твори календарної обрядовості осіннього циклу, які супроводжують ритуальні дійства, пов'язані із початком збору врожаю. 
Оскільки в минулому вони виконувалися як замовляння, в них збереглись мотиви звертання до сил природи та самої ниви (її образ персоніфікується): « Говорила нивка, щоб не боліла спинка. / Ні спина, ні голова, щоб була ціле літо здорова». При величанні ниви нерідко згадувались усі поперідні види праці на ній:
Чия то красна нивка? 

А хто її зерном сіяв, -

Люба би му всяка днинка; 

Золотом би любо віяв!

А хто її ровно орав, -

А хто її подовж смичив, -

Гаразд би ся на все імав! 

Солодко би ся випочив!
Поширеним у цих творах були мотиви прохання допомоги в тотемних птахів та сил природи, їх заворожування:
Там на горойці три панинойці ячмінь жнуть.

Рефрен: Гей милий боже, хто ж їм допоможе?

Не вижнуть! Соненько низько, вечеройка близько, не вижнуть! 

Пташеньки літають, снопойки зношають, не знесуть!

(Рефрен) 

Сивий соколейко копойки складає, не зложить! 

(Рефрен) 

Зозулька кує, копойки рахує, не злічить! 

(Рефрен)
Зустрічаються також замовляння проти шкідливих рослин чи птахів: « Ти, червоний куколю, / Не родися на полю, / Родися при воблозі, / При кінці, при дорозі! ».
По завершенні зажинок, ідучи з поля на ніч, прощалися із ланом до ранку. Деякі пісні є відгомоном цього ритуалу:
- Ой добраніч, широкеє поле,

-  Приходьте завтра раненько, 

Жито-житечко! Як сонійко зійде,

- Добраніч, на здоров'я, Росиця опаде

Жнії молодії, серпи золотії! 

Та приносьте по бохону хліба...

## Дивись також
- Обжинкові пісні